# Gilberto Simoni
Gilberto Simoni (nacido el 25 de agosto de 1971 en Palù di Giovo, provincia de Trento) es un ciclista italiano, profesional desde 1994, que ha logrado 36 victorias.

## Biografía
Como amateur, Simoni ganó el Giro de Italia y el Campeonato de Italia en 1993.
En 1998, tras un año sin apenas resultados, se retiró brevemente del ciclismo, pasando a ser mecánico de bicicletas. Sin embargo, en 1999 decidió continuar con su carrera deportiva. Aquel mismo año, finalizó 3º en el Giro de Italia. Al año siguiente, Simoni repitió el tercer lugar en el Giro y ganó la etapa de la Vuelta a España con final en el Angliru. En 2001, ganó su primer Giro de Italia. 
En 2002 fue descalificado del Giro por dar positivo en un control antidopaje por trazas de cocaína, aunque más tarde se probaría su inocencia.
En 2003 se tomaría justa revancha y lograría ganar su segundo Giro de Italia. En los años siguientes Simoni volvió a estar presente en el podio del Giro, siendo 3º en 2004, 2º en 2005 y 3º en 2006.

## Palmarés
| 1997 - 1 etapa del Giro del Trentino 1999 - 3.º en el Giro de Italia - 1 etapa de la Vuelta a Suiza 2000 - 3.º en el Giro de Italia, más 1 etapa - Giro d'Emilia - 1 etapa de la Vuelta a España - 2.º en el Campeonato de Italia en Ruta 2001 - 1 etapa del Tour de Romandía - Giro de Italia , más 1 etapa - 1 etapa de la Vuelta a España - Japan Cup 2002 - 1 etapa del Giro de Italia 2003 - Giro del Trentino, más 1 etapa - Giro de los Apeninos - Giro de Italia , más 3 etapas y clasificación por puntos - 1 etapa del Tour de Francia | 2004 - 3.º en el Giro de Italia, más 1 etapa - Giro del Veneto 2005 - 1 etapa de la París-Niza - Giro de los Apeninos - 2.º en el Giro de Italia - Giro d'Emilia 2006 - Campeonato Italiano de Mountain Bike (Marathon) - Rampilonga (Ciclocrós) - 3.º en el Giro de Italia 2007 - 1 etapa del Giro de Italia - La Prevostura (Ciclocrós) 2009 - 1 etapa de la Vuelta a México |

## Resultados en Grandes Vueltas y Campeonato del Mundo
Durante su carrera deportiva ha conseguido los siguientes puestos en las Grandes Vueltas y en los Campeonatos del Mundo en carretera:
| Carrera         | 1994 | 1995 | 1996 | 1997 | 1998 | 1999 | 2000 | 2001 | 2002 | 2003 | 2004 | 2005 | 2006 | 2007 | 2008 | 2009 | 2010 |
| --------------- | ---- | ---- | ---- | ---- | ---- | ---- | ---- | ---- | ---- | ---- | ---- | ---- | ---- | ---- | ---- | ---- | ---- |
| Giro de Italia  | -    | Ab.  | -    | Ab.  | 58.º | 3.º  | 3.º  | 1º   | Ab.  | 1º   | 3º   | 2º   | 3.º  | 4.º  | 10.º | 22.º | 69.º |
| Tour de Francia | -    | Ab.  | -    | Ab.  | -    | -    | -    | -    | -    | 84.º | 17º  | -    | 60.º | -    | -    | -    | -    |
| Vuelta a España | -    | -    | -    | -    | 19º  | -    | 29º  | 36º  | 10º  | -    | -    | 51.º | -    | -    | -    | -    | -    |
| Mundial en Ruta | -    | -    | -    | -    | -    | -    | -    | 38.º | Ab.  | -    | -    | -    | -    | -    | -    | -    | -    |

-: no participa

Ab.: abandono

- Datos: Q252436
- Multimedia: Gilberto Simoni / Q252436